# Carlo Crivelli

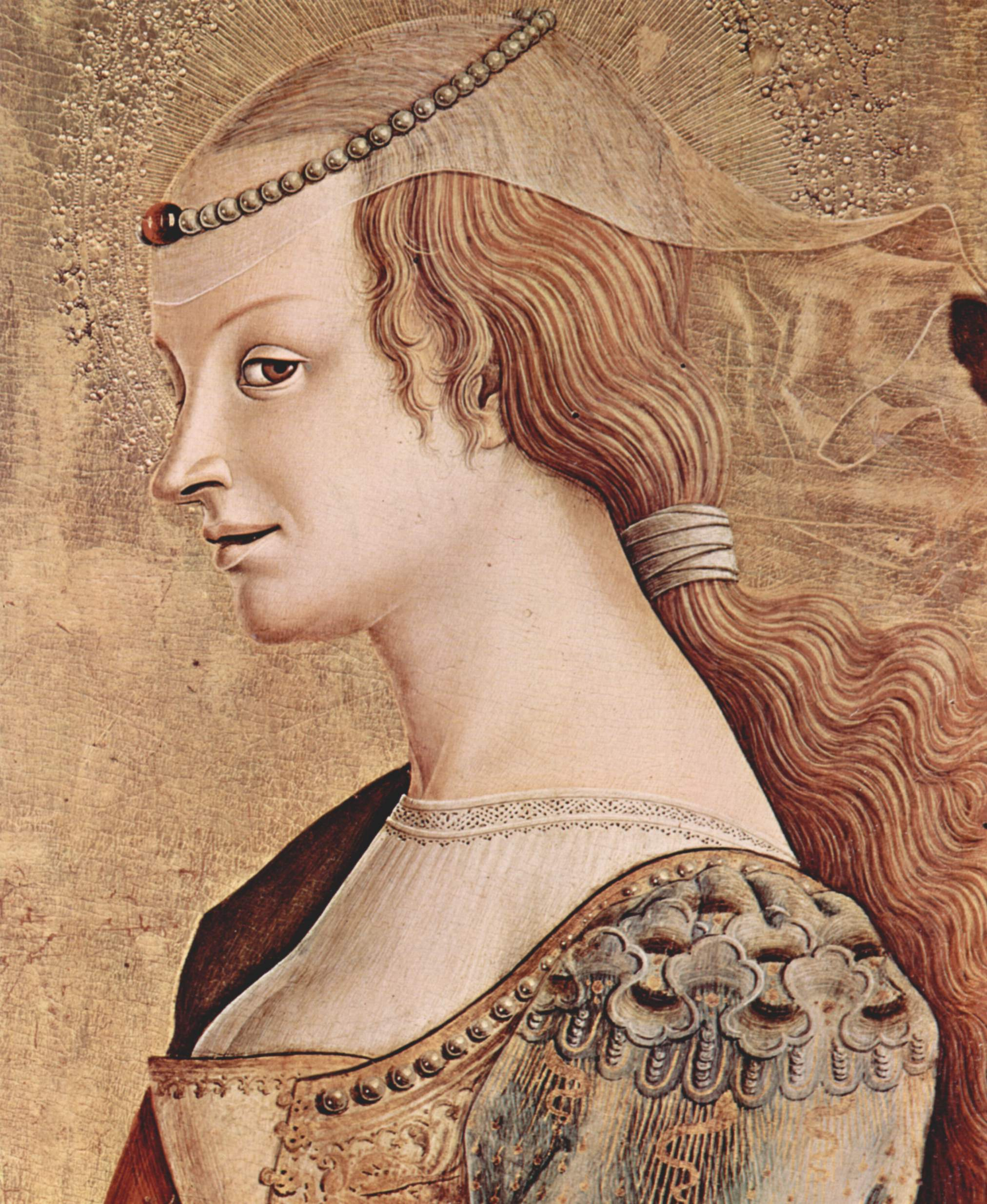
Maria Magdalena.

Carlo Crivelli (n. anii 1430, Veneția, Republica Veneția – d. anii 1490, Ascoli Piceno, Marchia Anconitana, Statele Papale) a fost un pictor italian al Renașterii. Născut într-o familie de artiști, a studiat la Veneția și Padova. Cea mai mare parte a vieții și-a petrecut-o în Marche, Ascoli Piceno și Dalmația. Crivelli și-a subliniat mereu originile sale, semnându-se pe lucrări astfel Carlo Crivelli venețian (Carolus Crivellus Venetus).

## Biografie
A fost fiul pictorului venețian, Jacopo Crivelli, care a trăit în parohia Sf. Moise și ale cărui lucrări artisitice nu au fost încă analizate. A lucrat în special în Marche, o regiune din centrul Italiei. În 1444 este menționat în diverse surse numele fratelui său mai mic Carlo - Vittorio Crivelli. Data de naștere a lui Carlo nu este cunoscută. În 1457, el a devenit matur, deoarece a fost condamnat de adulter în Veneția, comis cu Tarse (soție a unui marinar Francesco Cortese), la o pedeapsă cu închisoare de șase luni și o amendă.
Date documentate privind studiile lui Crivelli nu există. Dar, bazîndu-se pe prima sa lucrare semnată, se presupune cunoașterea artistului cu Școala contemporană din Padova, în primul rând în atelierul lui Francesco Squarcione, și influența ideilor Renașterii, care au devenit cunoscute în Veneția datorită activității lui Donatello și Lippi. Este posibil ca, Carlo să fi fost un elev educat de Antonio Vivarini, Giovanni d'Alemany și Bartolomeo Vivarini.
Două acte notariale (de la 23 iunie 1463 și 11 septembrie 1465) îl menționează pe artistul Crivelli - cetățean din orașul dalmațian Zara. Împreună cu el a trăit și a lucrat fratele său Vittorio.
În 1468 s-a mutat la Marki și a lucrat acolo până la moartea sa.

## Galerie de picturi

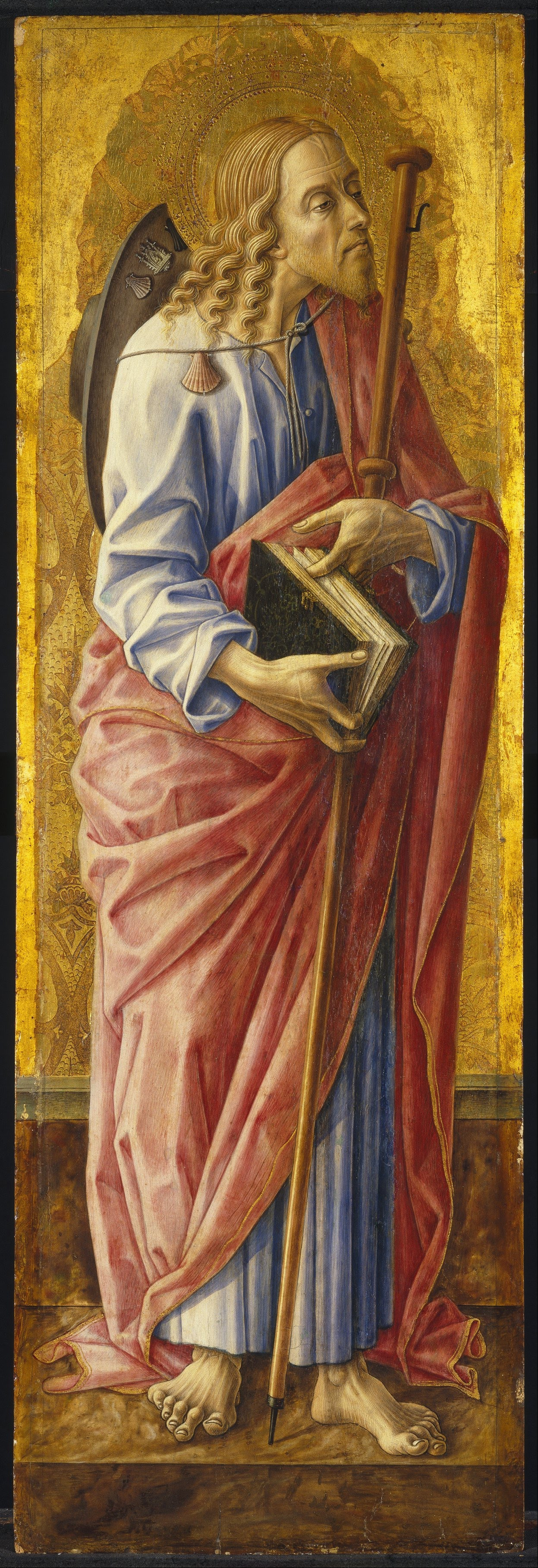
Saint James Major, 1472
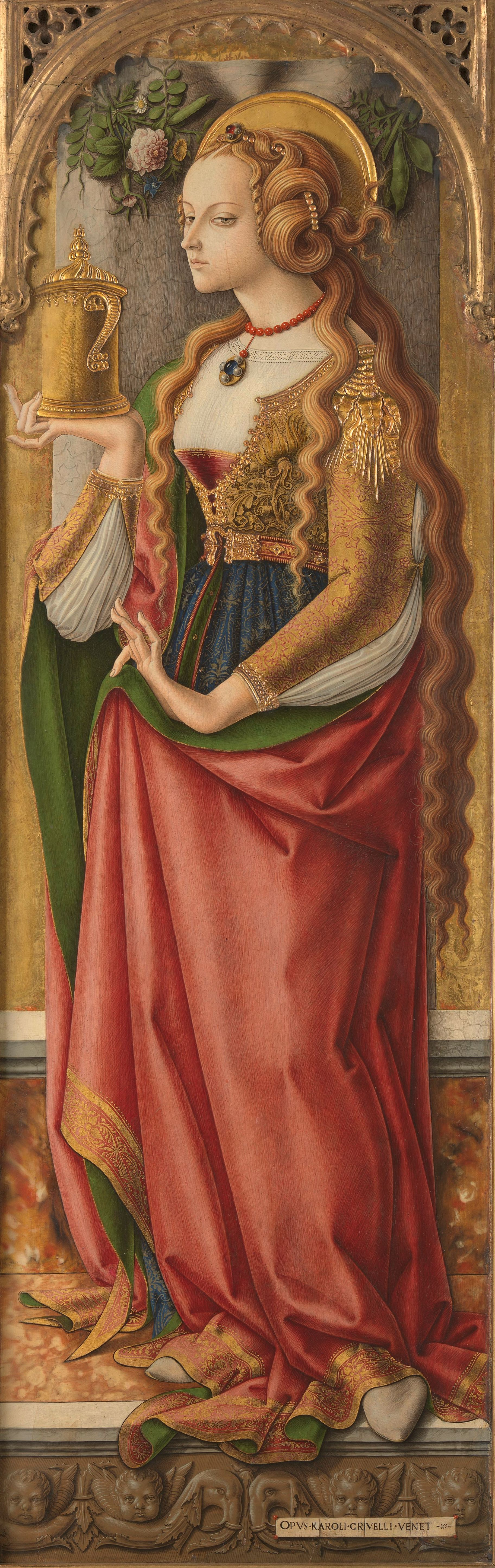
Mary Magdalen, 1480
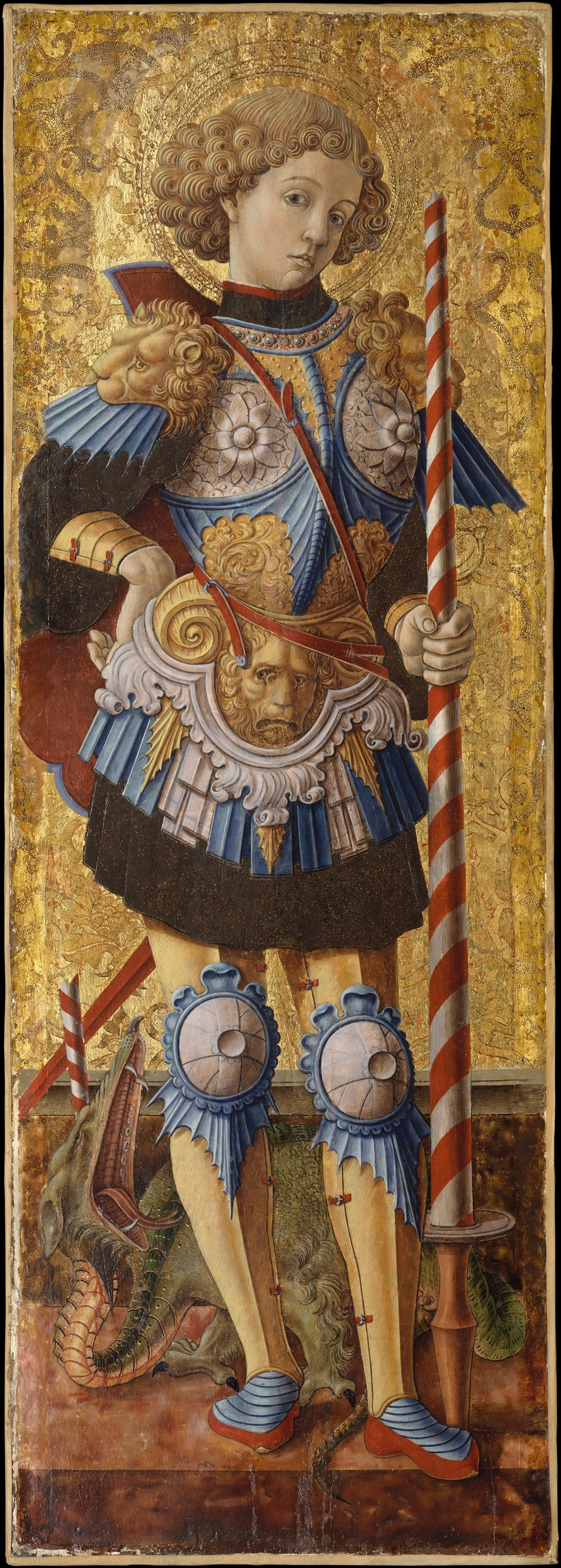
Sfântul Gheorghe, 1472
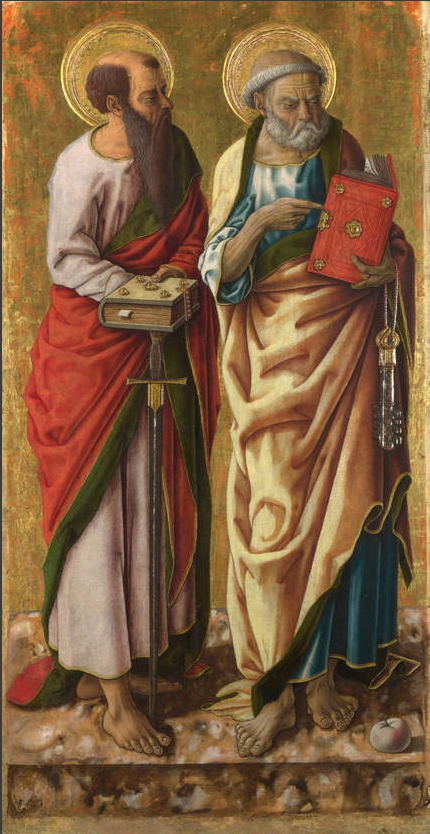
Sfinții Petru și Pavel, 1470
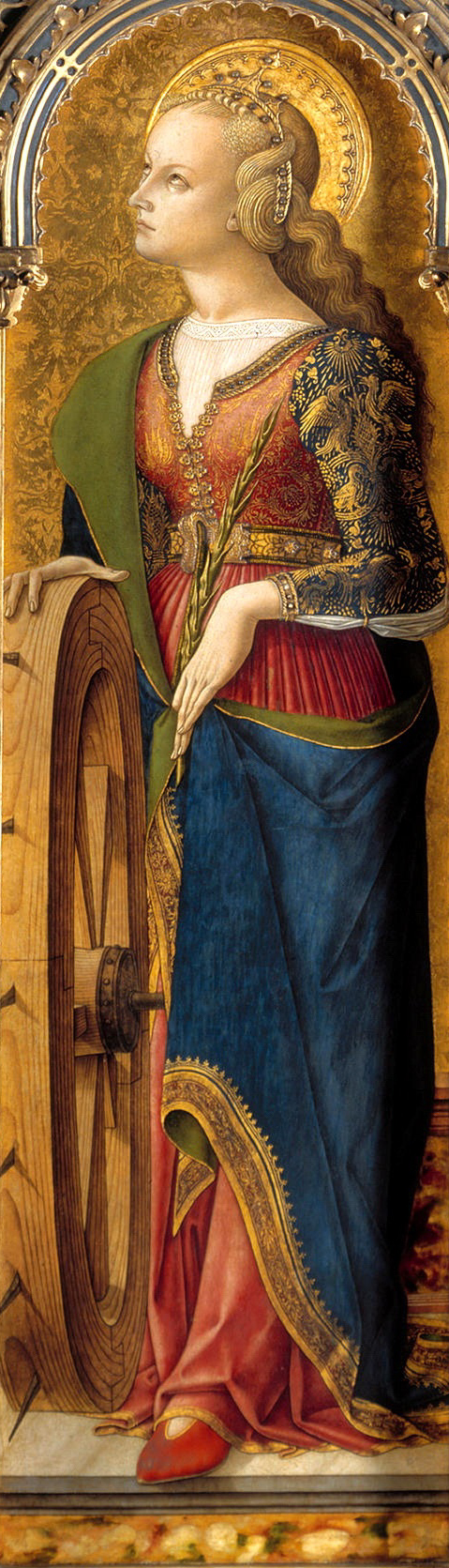
Sfânta Mare Muceniță Ecaterina, 1476

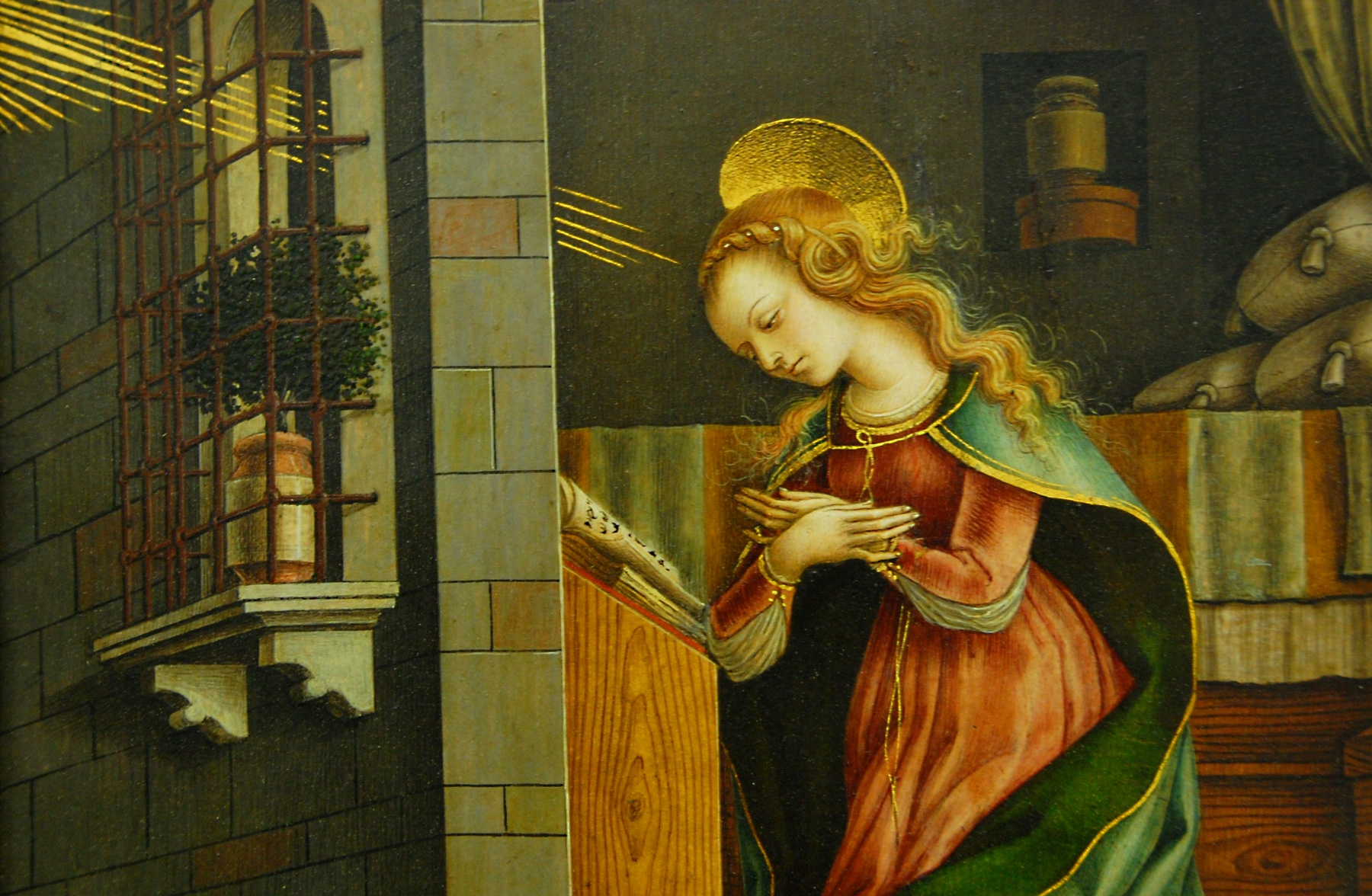
Fecioara Maria primește Buna Vestire, 1482 (fragment)
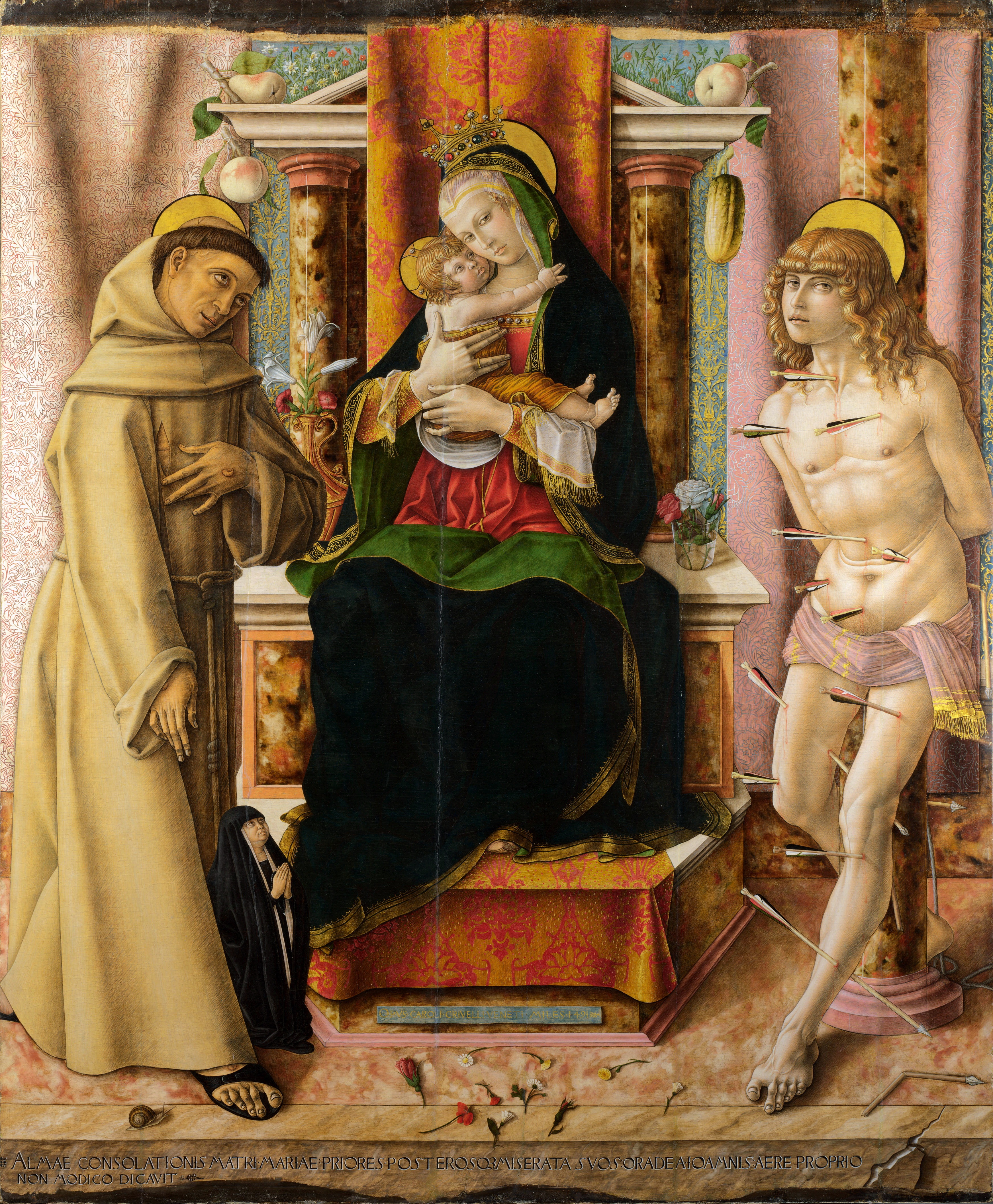
Fecioara și Pruncul cu Sfinții Francisc și Sebastian, 1491
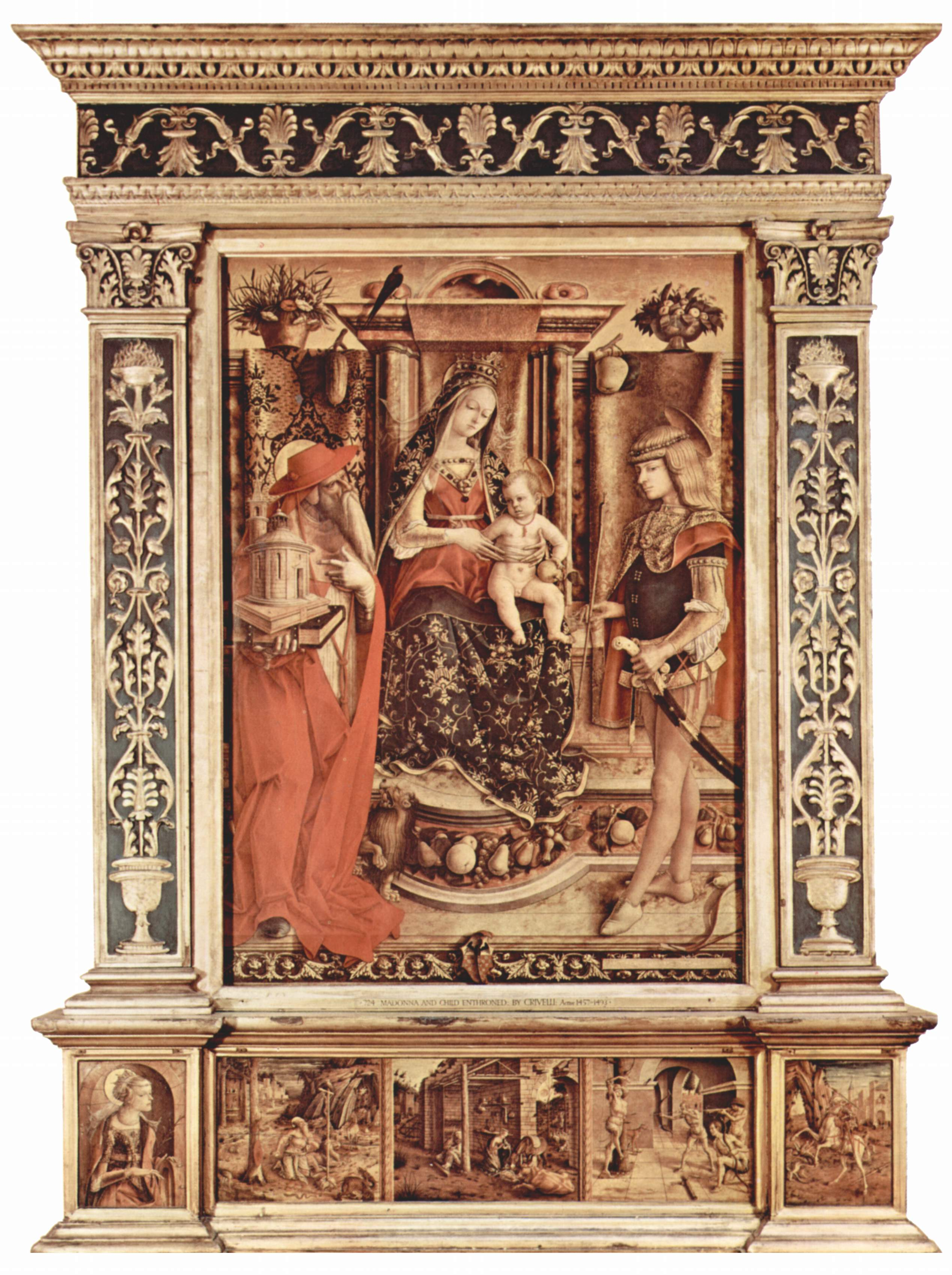
Madonna, Sfântul Ieronim și Sfântul Sebastian, 1490

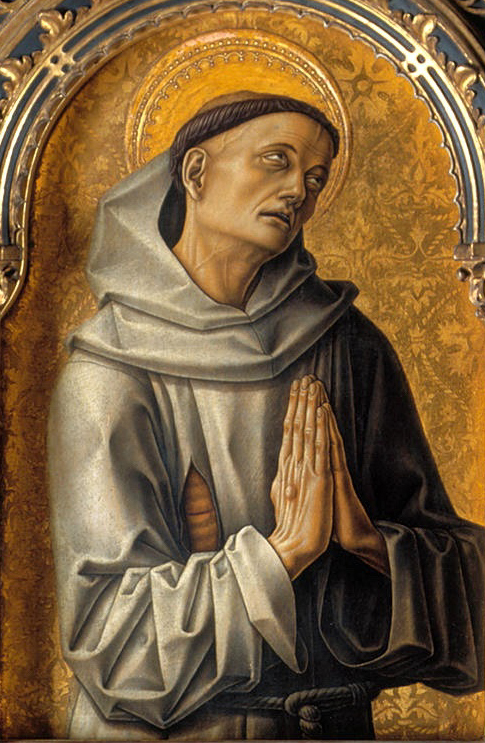
Sfântul Francisc, 1476
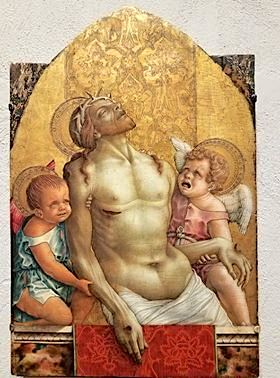
Hristos mort susținut de doi îngeri, late 1470s, Philadelphia Museum of Art
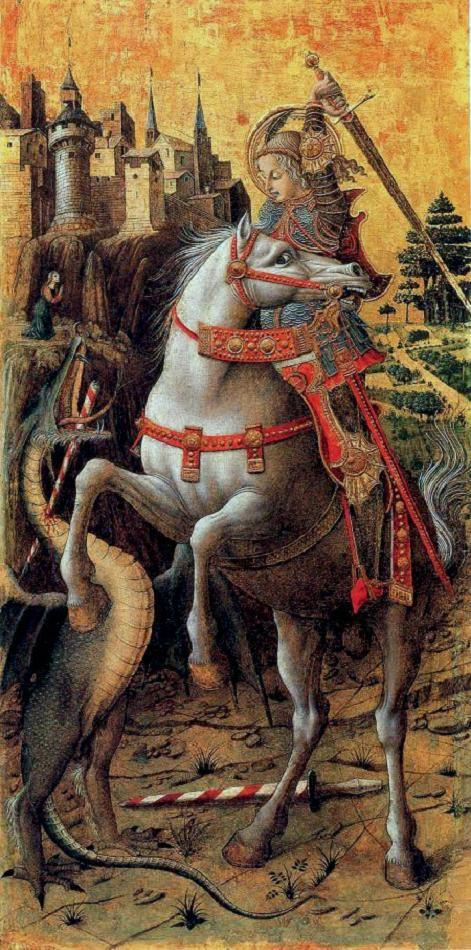
Sfântul Gheorghe ucide Balaurul, 1470
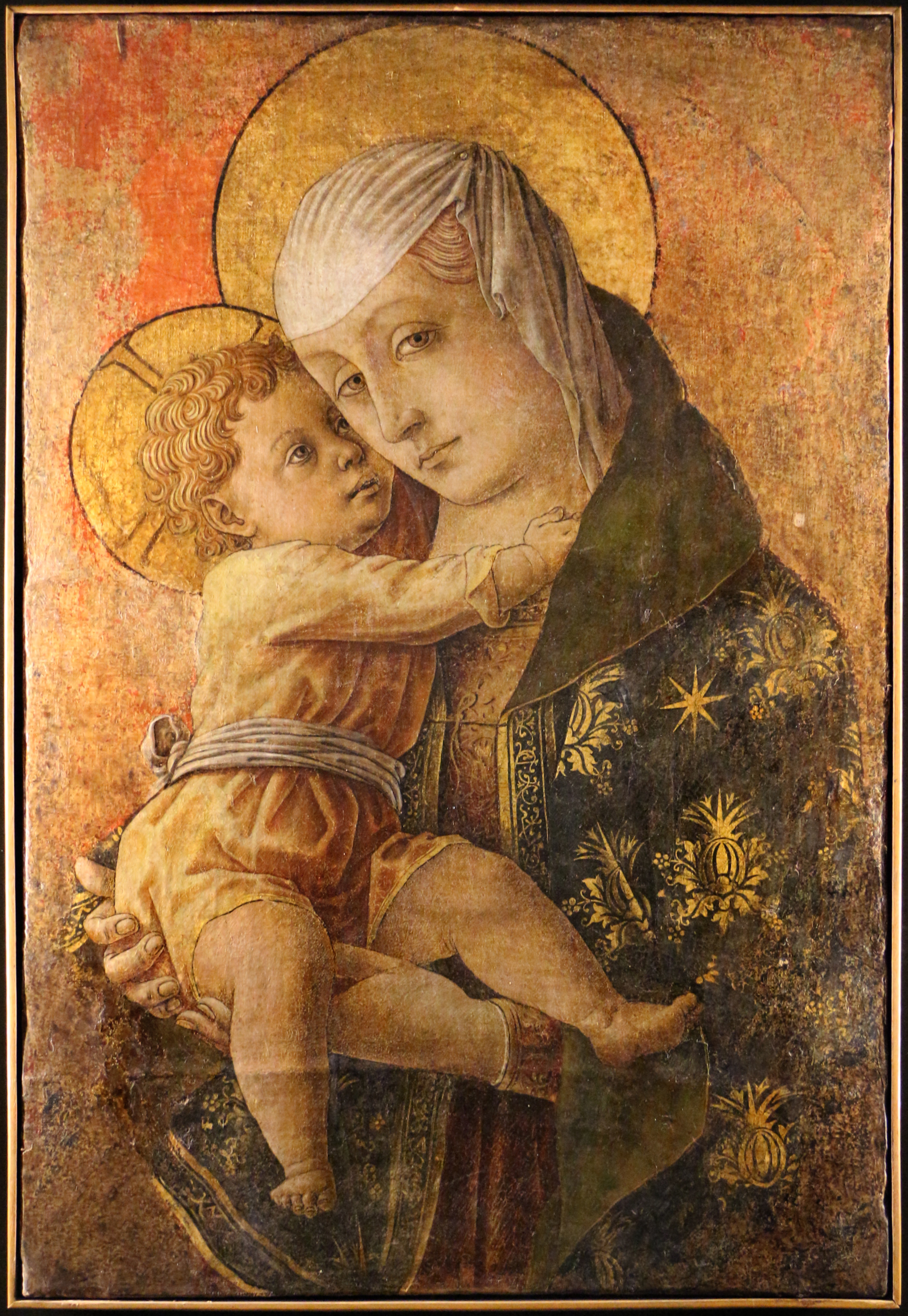
Madonna cu Pruncul, c.1470, Macerata
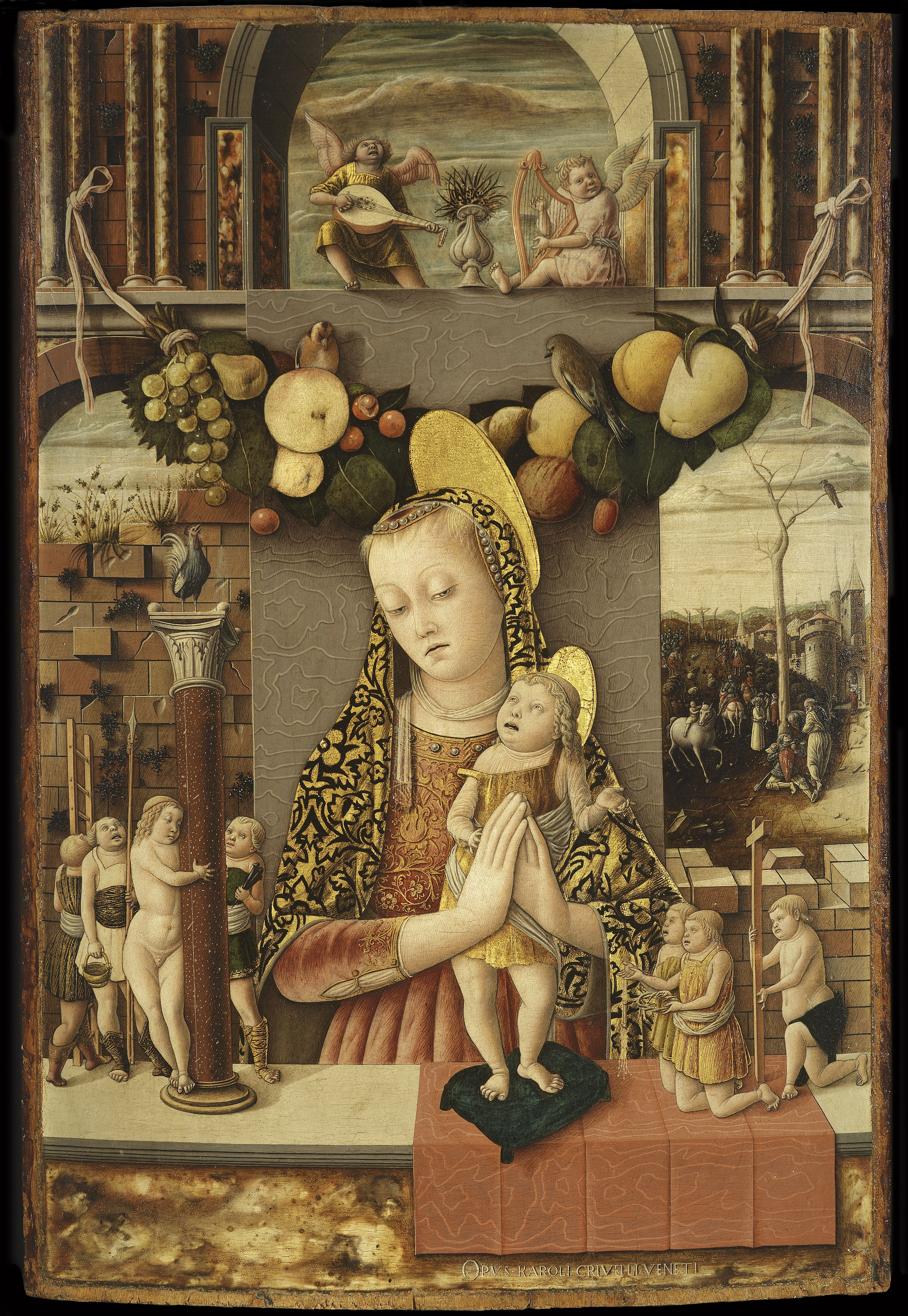
Madonna cu Pruncul, 1460, Verona
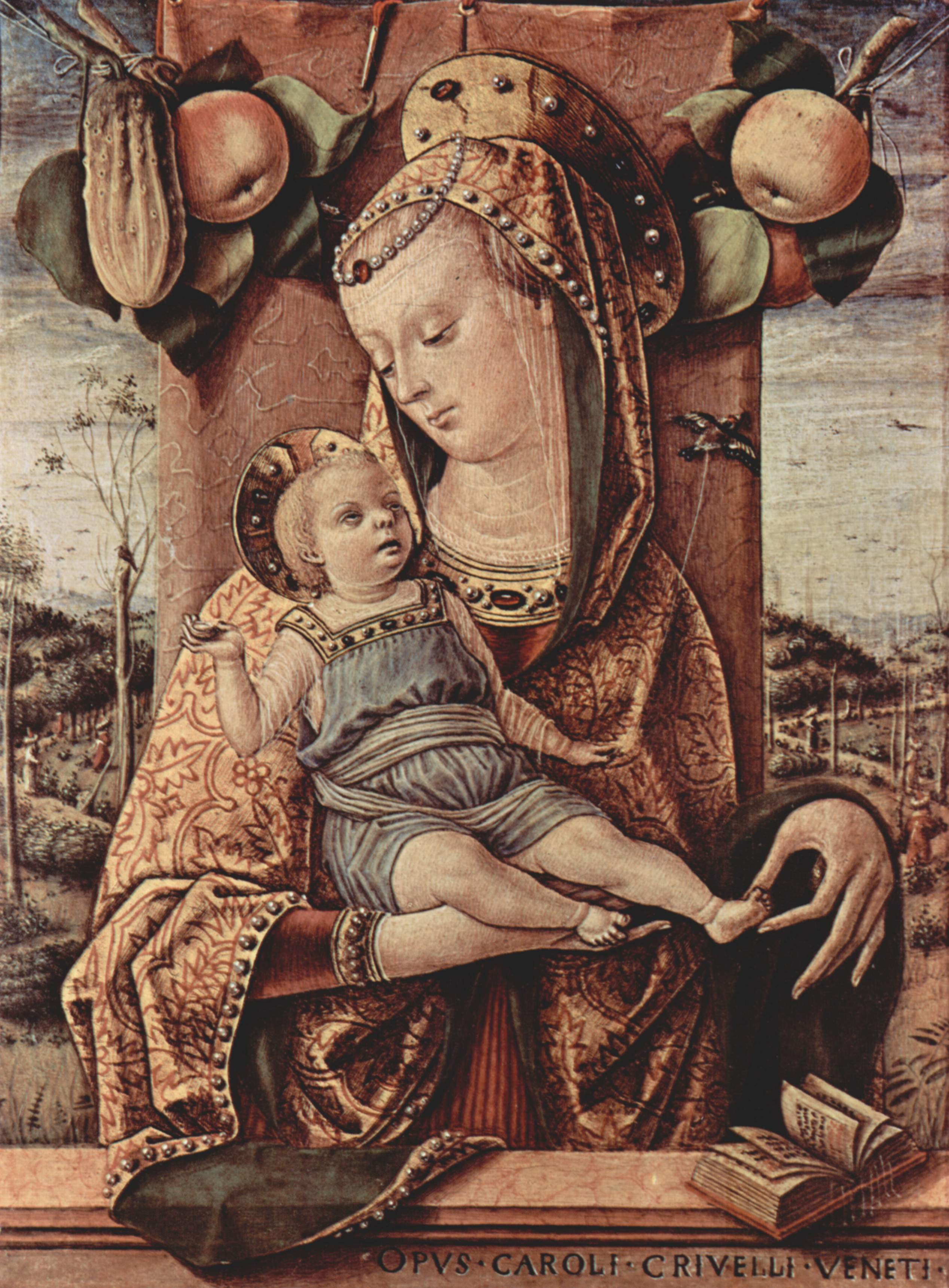
Madonna cu Pruncul, 1480–1486, Ancona
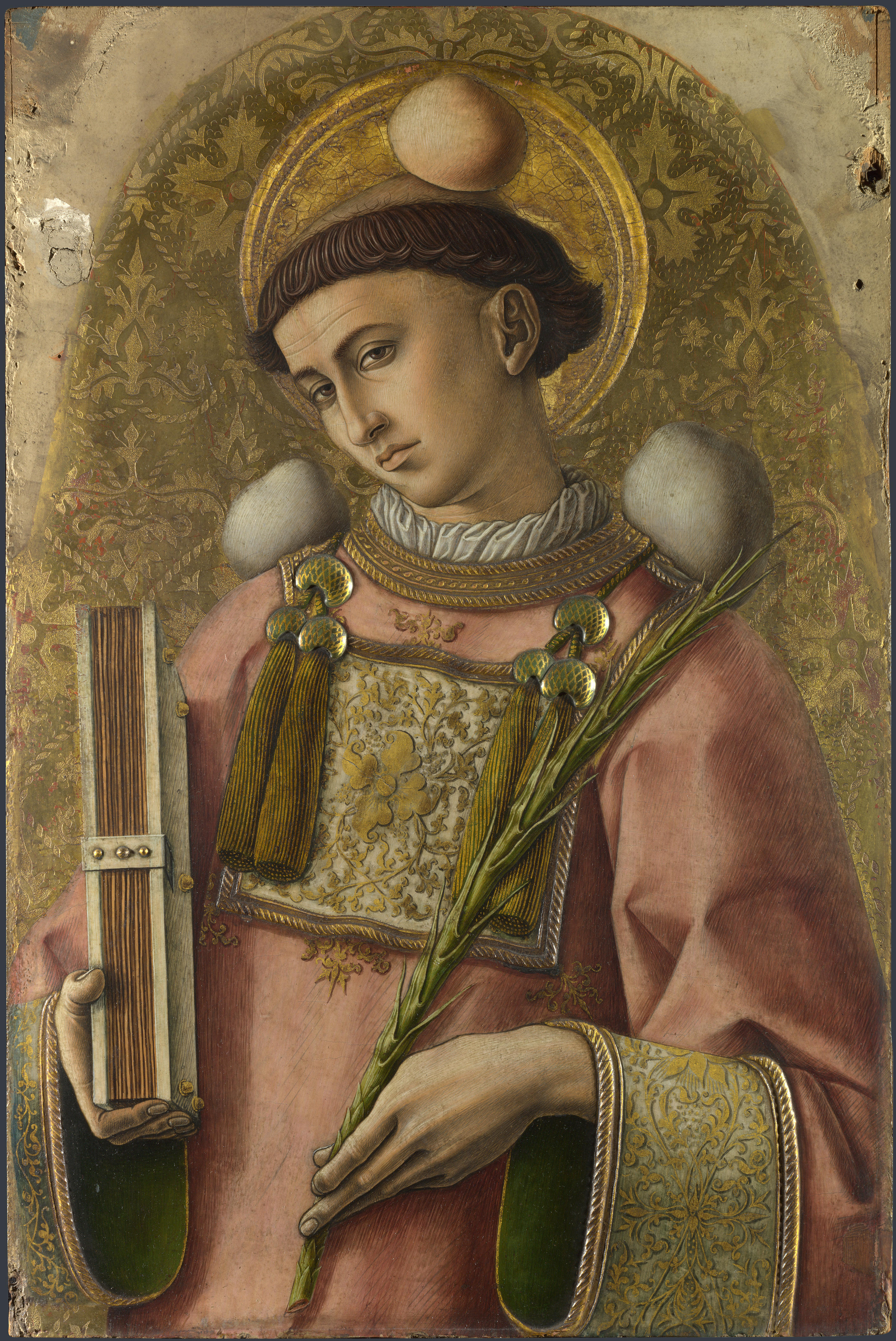
Sfântul Ștefan, 1476, cu trei pietre folosite pentru a-l ucide
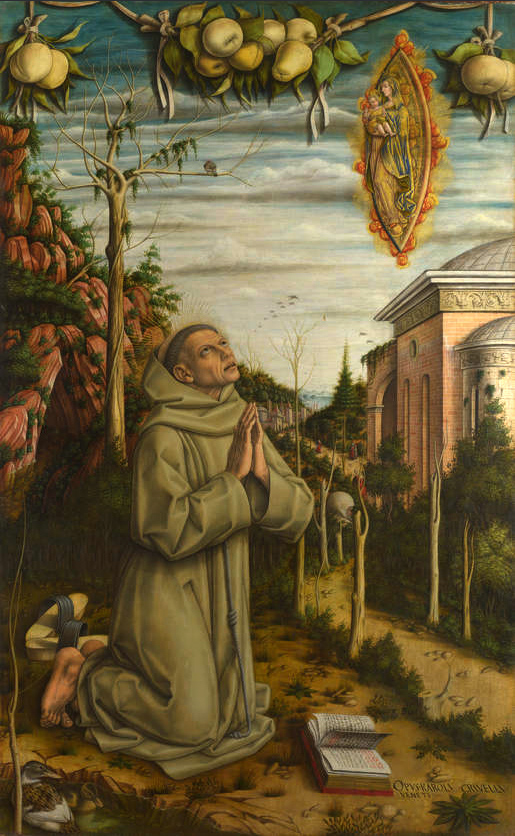
Beato Ferretti, c. 1489, National Gallery

## Legături externe
- Page at www.wga.hu
- Carlo Crivelli at the National Gallery, London Arhivat în 10 iunie 2011, la Wayback Machine.
- smARThistory: Madonna and Child Arhivat în 2 iunie 2007, la Wayback Machine.